# Dylan Sanders
Dylan Sanders er en fiktiv privatefterforsker, som bliver spillet af Drew Barrymore i filmene Charlie's Angels og Charlie's Angels: Full Throttle. Selvom at det ikke er blevet bekræftet, tror man at hun er den eneste Engel, der faktisk har set Charlies ansigt, da hun i slutningen af 2'eren, som den eneste vender sig om da Charlie står bag dem på stranden. 
Denne rød-brunhåret og grønøjet dame er frygtløs og den rebelske af teamet. Siden hun mistede sin mor som 6-årig og aldrig mødte sin far, blev hun en ustyrlig og rebelsk teenager, der dimitterede fra high school med rigtig dårlige karakterer. Efter dette, lavede hun Kerouac og levede livet på landevejen. Siden da har hun haft flere mærkelige jobs: bartender, yogainstruktør, feltarbejdevejleder, rodeoentertainer – hun har prøvet næsten ved som helst. Som også nævnes i filmene har Dylan det med at vælge idioter (eller for den sags skyld forbrydere) som kærester, og det viser sig også at hendes gamle flamme da også er ude på at dræbe hende i 2'eren. 
Hun finder altid det gode i folk, selvom idioterne eller forbryderne. Man fik at vide i Charlie's Angels: Full Throttle at hun er under vidnebeskyttelse i programmet Witness Protection Program, fordi hun så sin gamle flamme, som var med i den berygtede O'Grady Crime Clan, dræbe en. Hendes tidligere navn var Helen Zaas, før hun vidnede mod ham. 
Dylan er fremfusende og har et voldsomt temperament, men hendes beslutsomhed er super. Så er hendes kampevner utrolige – hun er kendt for at have tæsket et helt rum fyldt af store muskelbundter, men hendes hænder bogstavelig talt bundet på ryggen (af endnu en forbryderisk forelskelse). Men trods hendes hårde ydre er hun den kærligste af Natalie og Alex. I filmen Charlie's Angels er dette indlysende, da hun til Eric Knox siger: "Hvis du ikke havde prøvet at dræbe de mennesker, som jeg elsker, så ville vi stadig have en chance." Og hun kan heller ikke holde tårerne tilbage, da Eric (hvis eneste formål i livet er at dræbe Charlie) sporer ham via et stemmesporingssystem. Dette er første gang, Dylan ser Charlie som sin plejefar. 
I 1'eren er hendes boheme L.A.-bolig er komplet med lavalamper, brændende røgelse, og et lillebitte walk-in closet på Melrose Avenue, hvor hun i 2'eren nærmest bor hos sin skøre kæreste, Chad, om bord på hans båd. Hun kører i en hvid-orange 1969 Camaro Cabriolet, med nummerpladen 716-EKL. 
Dylan er som sagt den mest oprørske Engel og hun går i blomster-vintage-tøj. Denne stil er det som Drew ville gå i, i dagligdagen og filmdesignerne ønskede at bringe hende frem med samme, men fremtræden stil. I den første scene af Full Throttle har hun en rød og langærmet trøje på med et designerbælte om taljen. Hun blev med vilje puttet i det røde sæt tøj, så publikummet ville lægge mere mærke til hende, imens alt hendes andet tilbehør var i de brune farver. Hertil havde hun nogle stramme bukser, som blev halvt dækket af nogle store eskimo-støvler. Hun havde også en slags hat på, en såkaldt Mao-hat, som er blevet opkaldt efter den kommunistiske kinesiske leder Mao Tse-Tung. Mao-cappen blev populære ved hjælp af John Lennon og Bob Dylan, som gjorde cappen til et anti-krigs ikon i 1960'erne. 
Dylan er ligesom de andre i hendes team, Alex Munday og Natalie Cook, ekstremt dygtig til alle former for kampsport, og hun bruger / bærer heller aldrig våben.